# Gobemouche noir
Espèce
Répartition géographique
Statut de conservation UICN

 LC  : Préoccupation mineure
Le Gobemouche noir (Ficedula hypoleuca) est l'une des quatre espèces de la famille Muscicapini que l'on peut observer en France, ses cousins sont le gobemouche à collier, le gobemouche à demi-collier et le gobemouche nain.

## Morphologie
- Longueur : 13 cm
- Envergure : 21 à 24 cm
- Poids : 9 à 15 g

Le Gobemouche noir adulte présente un net dimorphisme sexuel. Mais une caractéristique de l'espèce est de montrer suivant les régions une variabilité du plumage mâle, depuis le plumage bien noir et blanc, comme d'autres mâles du genre, jusqu'à un plumage beaucoup moins contrasté, se rapprochant un peu de celui de la femelle. Le plumage de la femelle est invariable, brun et blanc.
La détermination d'un mâle noir et blanc de Gobemouche noir requiert une certaine attention car 4 espèces ont un mâle de ce type dont 3 en Europe et 2 en France.
Le mâle nuptial noir et blanc a les parties supérieures noires et les parties inférieures blanches. Sur le fond noir du dessus se détachent des zones blanches en fort contraste, une tache frontale et une grande plage alaire allongée sur les rémiges et les couvertures. La queue noire est bordée de blanc à sa base. L'œil sombre se fond dans son environnement noir. Le bec et les pattes sont noirs.
Le mâle le plus clair, par exemple celui qui niche en sympatrie avec le Gobemouche à collier, a les parties supérieures brun grisâtre et une tache frontale plus petite, parfois coupée en deux.
Le mâle post-nuptial ressemble à une femelle, mais avec beaucoup plus de blanc sur l'aile.
La femelle est brune dessus avec ailes et queue plus sombres. Les parties inférieures sont d'un blanc terne légèrement teinté de brun grisâtre à la gorge et sur la poitrine. Le front est brun. La zone alaire blanche est beaucoup moins prononcée et discontinue.
Le juvénile a un aspect moucheté, caractère commun à de nombreux Muscicapidés juvéniles. Ce sont les plumes de contour, dessus et dessous, qui présentent un ourlet sombre donnant cet aspect. L'espèce se reconnaît aux zones blanches des ailes et de la queue.

Mâle et femelle
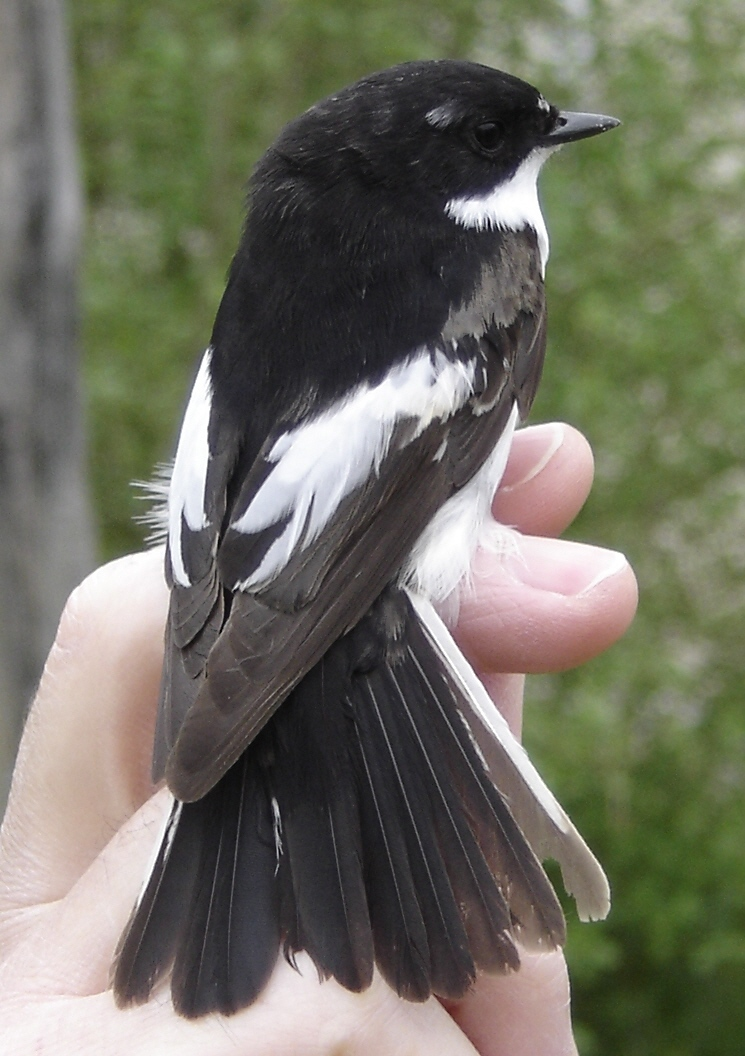
Mâle en période nuptiale
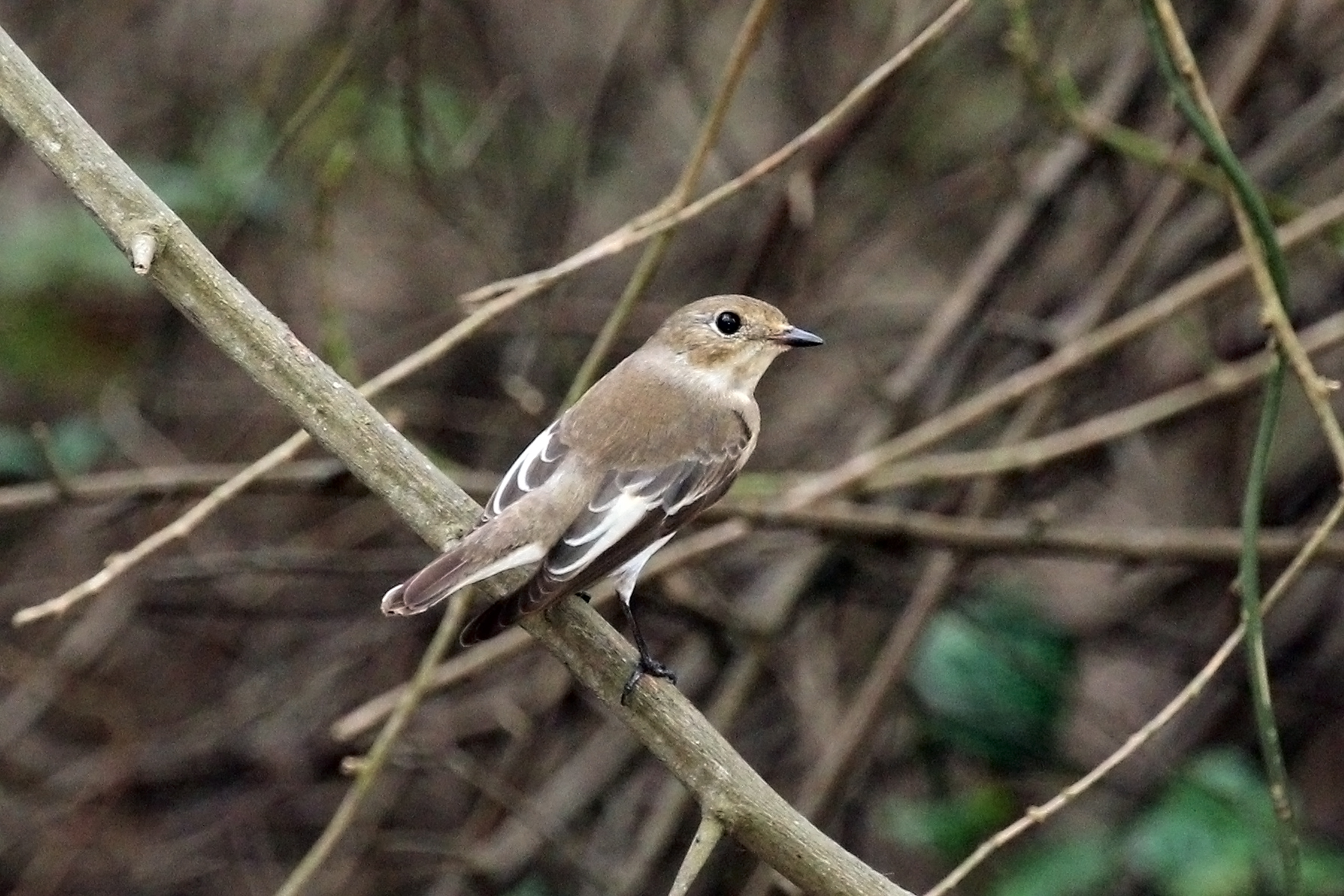
Mâle en période internuptiale
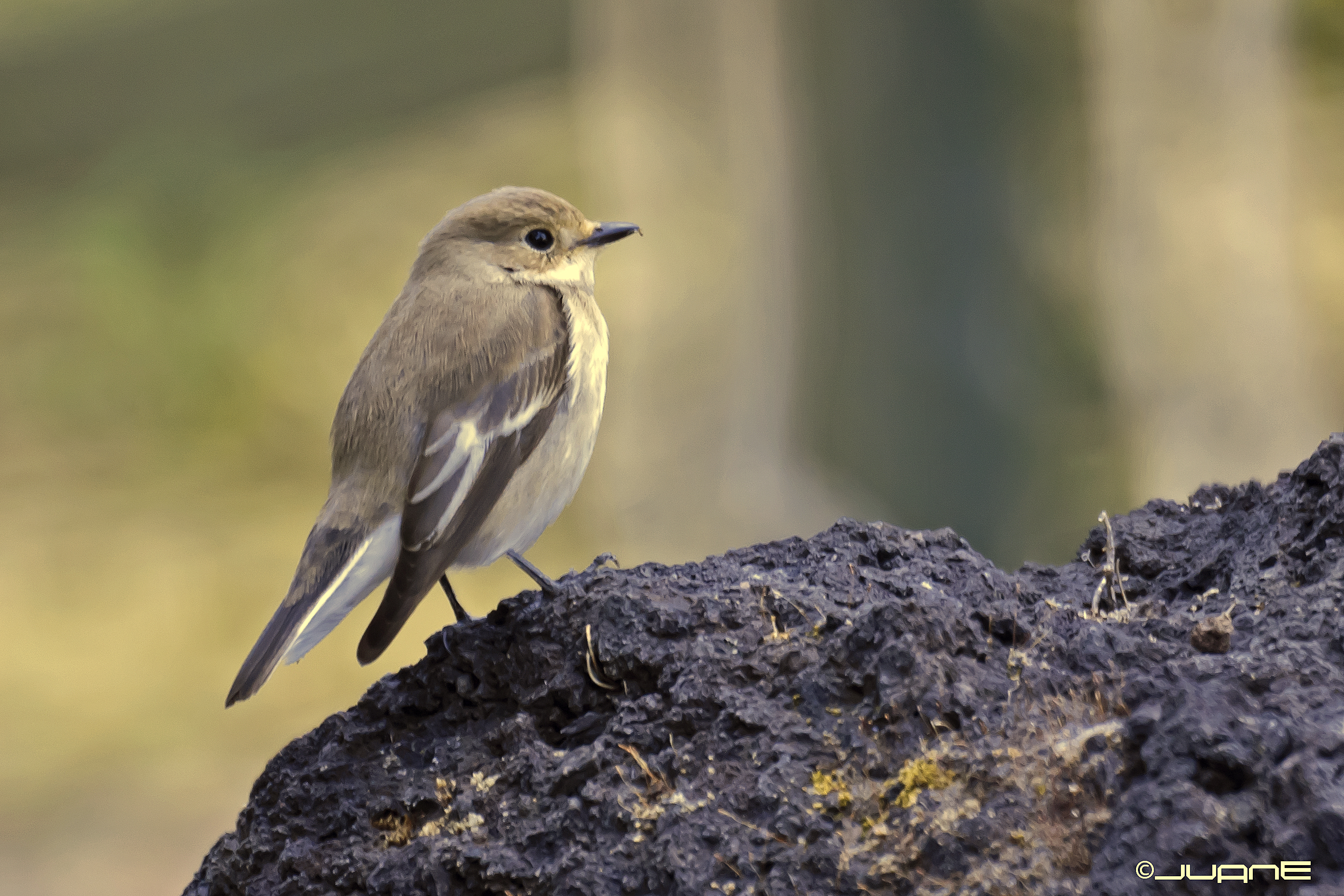
Femelle

## Comportement

### Traits de caractères
Le Gobemouche noir est une espèce territoriale dont les membres mâles ne souffrent pas la présence de congénères de même sexe sur leur territoire En revanche, ces mêmes mâles territoriaux appariés peuvent accueillir une seconde femelle pour optimiser la reproduction.
Dans les régions où cohabitent deux espèces de Ficedula, il faut bien sûr un accommodement. Par exemple, dans le nord-est de la France, ce cas se présente. Le Gobemouche noir y occupe les hêtraies ou les boisements mixtes tandis que le Gobemouche à collier se cantonne exclusivement en chênaie. Contribuent à cette ségrégation des émissions vocales bien distinctes. Cela évite les problèmes de compétition.

### Alimentation
Le gobemouche noir est insectivore, ses facultés de vol lui permettent de chasser des proies aussi bien volantes que posées au sol ou dans la végétation, et ce à toutes hauteurs dans la forêt.
Son régime s'en ressent évidemment. Par exemple avec les Lépidoptères, c'est-à-dire les papillons, il peut capturer aussi bien les imagos en vol que les chenilles posées.
Les insectes occupent une large place dans le régime bien sûr, insectes de toutes sortes, mais il échantillonne aussi les autres arthropodes, araignées, mille pattes, petits crustacés. Il peut consommer également de petits mollusques, des petits vers de terre,...

Enfin, il lui arrive de consommer des végétaux, particulièrement de petites baies lorsqu'elles arrivent à maturité, donc tardivement en saison, comme les baies de groseilliers sauvages, de sureaux,

### Reproduction
L'arrivée sur les sites de reproduction a lieu dès la mi-avril et se poursuit en mai suivant la latitude et les conditions locales.
Les mâles se mettent à chanter dès leur arrivée et défendent de la voix le territoire choisi. Dès qu'une femelle se présente, le mâle redouble d'activité vocale et gestuelle pour lui faire adopter la cavité qu'il a choisie. En effet, l'espèce est cavernicole, comme les autres gobemouches.
La cavité se trouve le plus souvent dans un arbre à une hauteur variable, de 2 à 10 m le plus souvent, mais aussi le cas échéant dans un pan rocheux ou un vieux mur de maison forestière. L'espèce adopte volontiers les nichoirs mis à sa disposition, ce qui facilite les suivis scientifiques.
Le nid lui-même est fait de feuilles mortes, d'herbes sèches, de mousse et la coupe garnie de radicelles, voire de poils d'animaux, plus rarement de plumes.

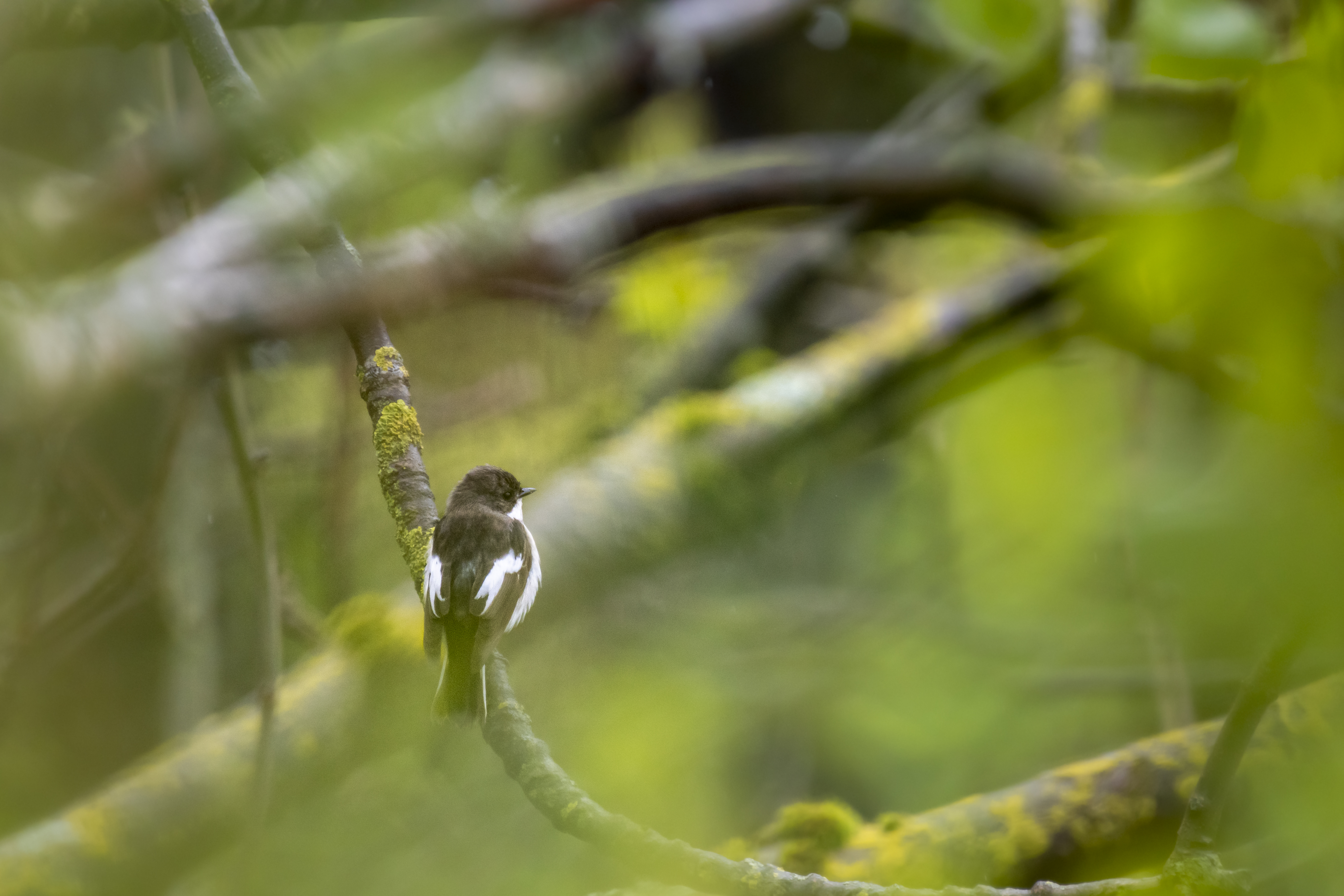
Photo de gobemouche noir dans le feuillage d'un arbre, Suisse

La ponte est composée de 3 à 10 œufs, le plus souvent 4 à 8, de couleur bleu pâle, incubés par la femelle seule durant 13 à 15 jours. Les éclosions sont en principe synchrones. Les poussins restent couverts par la femelle pendant une semaine environ, ravitaillés par le mâle. Si le mâle a une seconde compagne comme cela arrive, il délaisse la première qui est obligée de se débrouiller seule. Le séjour des jeunes au nid est de 14 à 18 jours. Dès la sortie du nid, le plus souvent la famille quitte le territoire. Les jeunes seront encore nourris par les adultes une bonne semaine avant de devenir autonomes et de chasser seuls.

### Nidification
les gobemouches noirs on besoin de cavités dans les arbres avec une ouverture d'au moins 34mm, ceux-ci n'hésitent pas à nicher dans des nichoirs artificiels ayant une ouverture idéalement circulaire d'au moins 34mm. Les gobemouches noirs ayant d'ailleurs de plus en plus de peine à trouver des endroits où nicher en Europe, de nombreuses organisations financent des projets de pose de nichoirs, la pose de nichoirs par les citoyens serait par ailleurs nécessaire pour lutter contre le recul de ce magnifique oiseau. Une fois l'emplacement idéal trouvé, le mâle commence à construire son nid avec des branches et herbes sèches, puis il le présente à la femelle qui y pondra bientôt ses œufs.

Nid de gobemouche noir
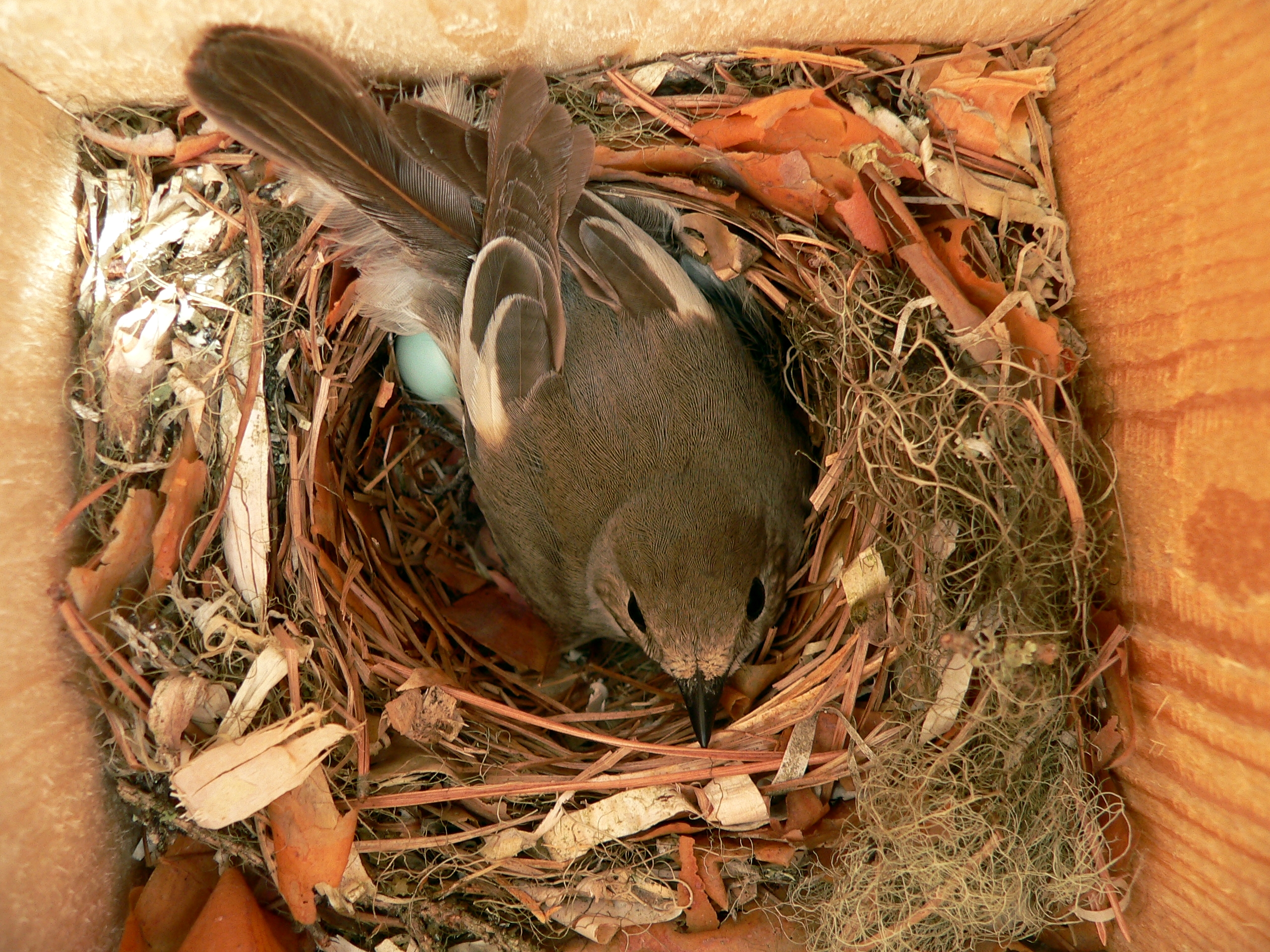
Femelle couvant
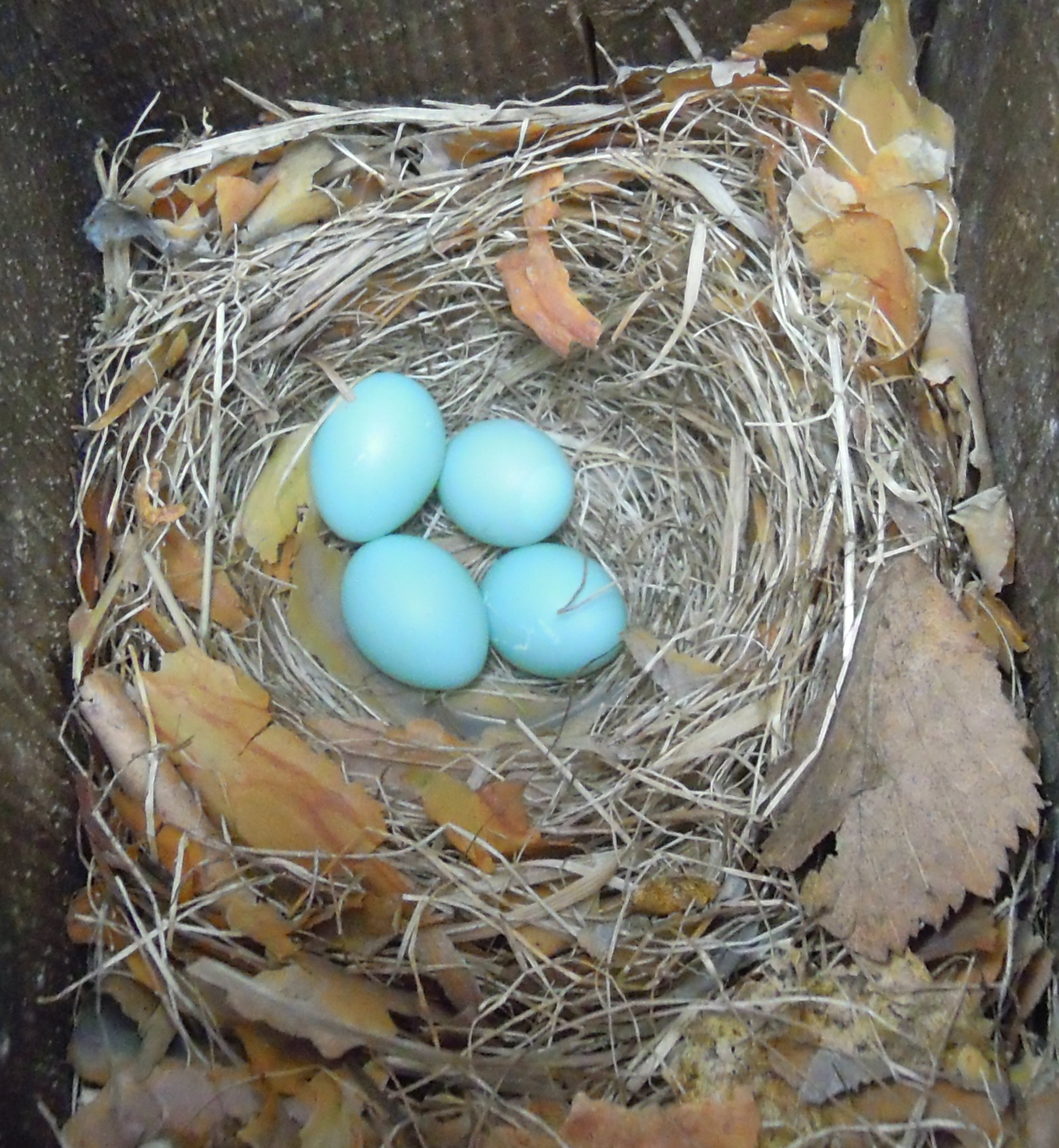
Œufs
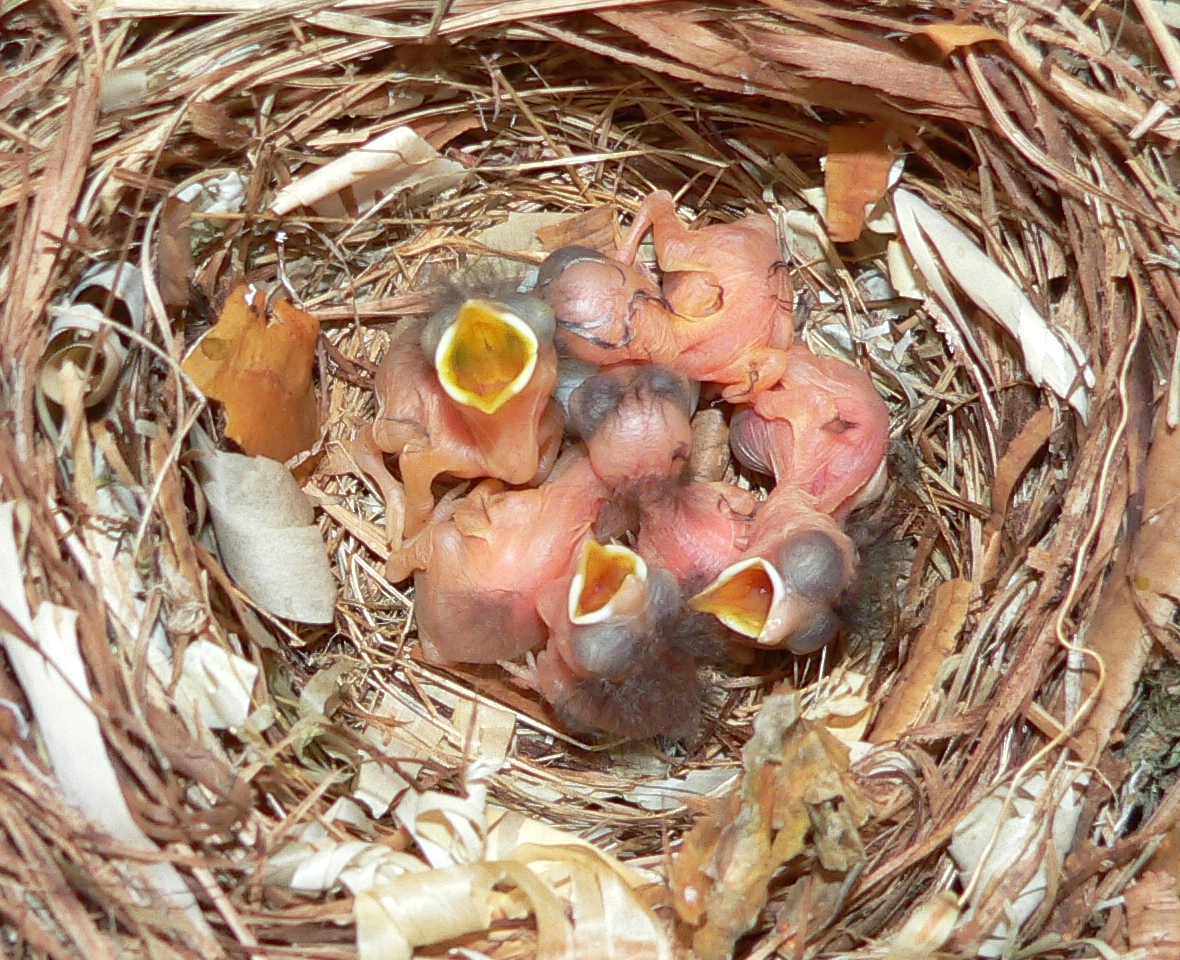
Oisillons
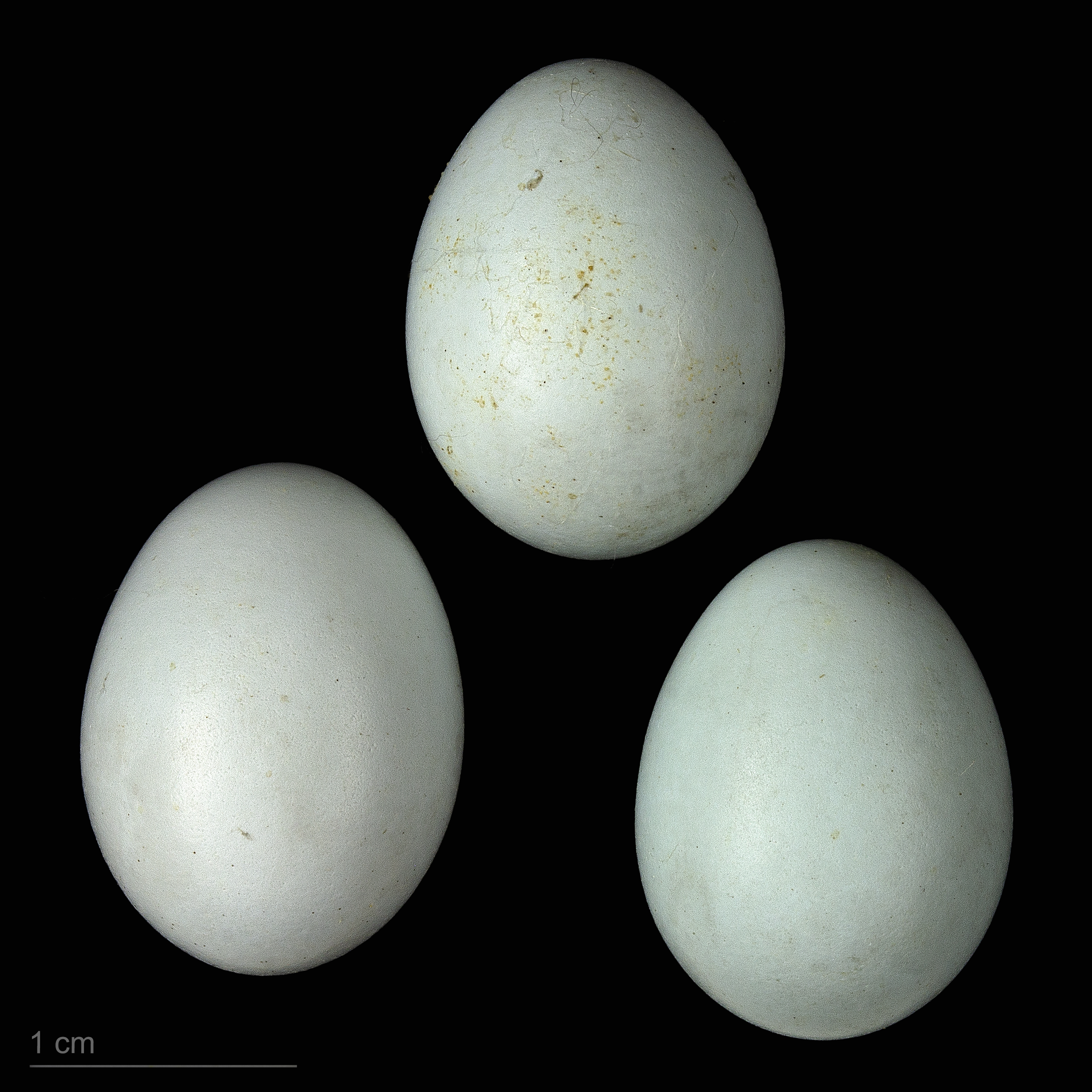
Ficedula hypoleuca hypoleuca

### Chant
Le chant du Gobemouche noir est typiquement "muscicapidé". Il faut l'imaginer provenant d'un boisement âgé, feuillu ou mixte. C'est une phrase courte, stéréotypée, mais mélodieuse et un olique. Il rappelle un peu celui du Rougequeue à front blanc. Il est répété à intervalles réguliers. Il faut l'avoir bien en tête pour une recherche efficace de cette espèce.
Le cri d'alarme sur le territoire est un "pit" ou "pjit" répété. Il fait un peu penser à un cri lointain de Merle noir, le chant est un des meilleurs moyens pour le différencier de ses proches cousins comme le gobemouche à demi-collier ou le gobemouche à collier.

### Espérance de vie
Le gobemouche noir peut vivre jusqu'à dix ans mais son espérance de vie moyenne tourne plutôt autour des cinq ans.

## Répartition et habitat

### Répartition
Son aire de répartition s'étend de la Sibérie à la Scandinavie et à la Grande-Bretagne, dans toute l'Europe, au nord des Carpates et des Alpes, puis en France, dans la péninsule Ibérique et jusqu'en Afrique du NordLe Gobemouche noir se trouve en période de nidification du nord de la Scandinavie à la Méditerranée et à la Mer Noire au sud, et de l'Atlantique à l'approche de la Mongolie en Russie à l'est. C'est donc essentiellement un oiseau européen. Il est moins fréquent au sud du continent. En France, il est surtout dans le nord-est.
Il passe l'hiver en Afrique au sud du Sahara, du Sénégal au nord de la RDC.

### Habitat
Pour la nidification, le Gobemouche noir recherche les boisements naturels âgés susceptibles de lui fournir des cavités favorables.
Il les trouve dans les peuplements feuillus et mixtes, mais pas en conifères purs. Le milieu doit être assez clair pour favoriser la présence d'une population conséquente d'insectes proies. Secondairement, il peut d'adapter à de vieux peuplements artificiels matures (parcs, vergers, alignements d'arbres).
On note qu'il préfère les terrains accidentés, les vallons et le bas des versants collinéens aux terrains plus doux de plaine.
Il en est de même en migration mais le milieu forestier continu est évité.
Sur les lieux d'hivernage africains, on le trouve sur les marges des forêts de plaine, dans la forêt-galerie, dans la savane arborée, voire dans des vergers, des jardins, ou même en cultures avec de gros arbres.

### Migration
Le gobemouche noir est un migrateur au long cours. En période de reproduction, son aire de répartition s'étend à toute l'Europe et l'Asie. D'Est en Ouest, depuis les steppes de la Sibérie centrale jusqu'à la Scandinavie, et au sud jusqu'à la France, la péninsule ibérique, et même jusqu'en Afrique du nord. Mais il est malgré tout plus présent dans le nord de l'Europe. Le bastion de l’espèce s’étend de la Russie à la Scandinavie, aux Pays-Baltes, à la Pologne et à l'Allemagne. En effet c'est là qu'il trouve son habitat de prédilection et la profusion d'insectes estivaux nécessaire à sa progéniture. Il hiverne au sud du Sahara, en Afrique tropicale. C'est en avril qu'il fait son retour dans notre région pour la quitter entre août et octobre.

## Autres informations

### Aide à la nidification
Le gobemouche noir étant en fort recul un peu partout en Europe, beaucoup d'associations installent des nichoirs, et chacun peut aussi aider en posant dans son jardin des nichoirs de type boite à lettres avec une ouverture de 34 mm (un site internet fournit des plans précis pour leur réalisation).

## Systématique
L'espèce a été décrite par l'ornithologue allemand Peter Simon Pallas en 1764, sous le nom initial de Motacilla hypoleuca.